# Tugimaantee 60
De Tugimaantee 60 is een secundaire weg in Estland. De weg loopt van Pärnu naar Lihula en is 56,1 kilometer lang. 